# Dementor

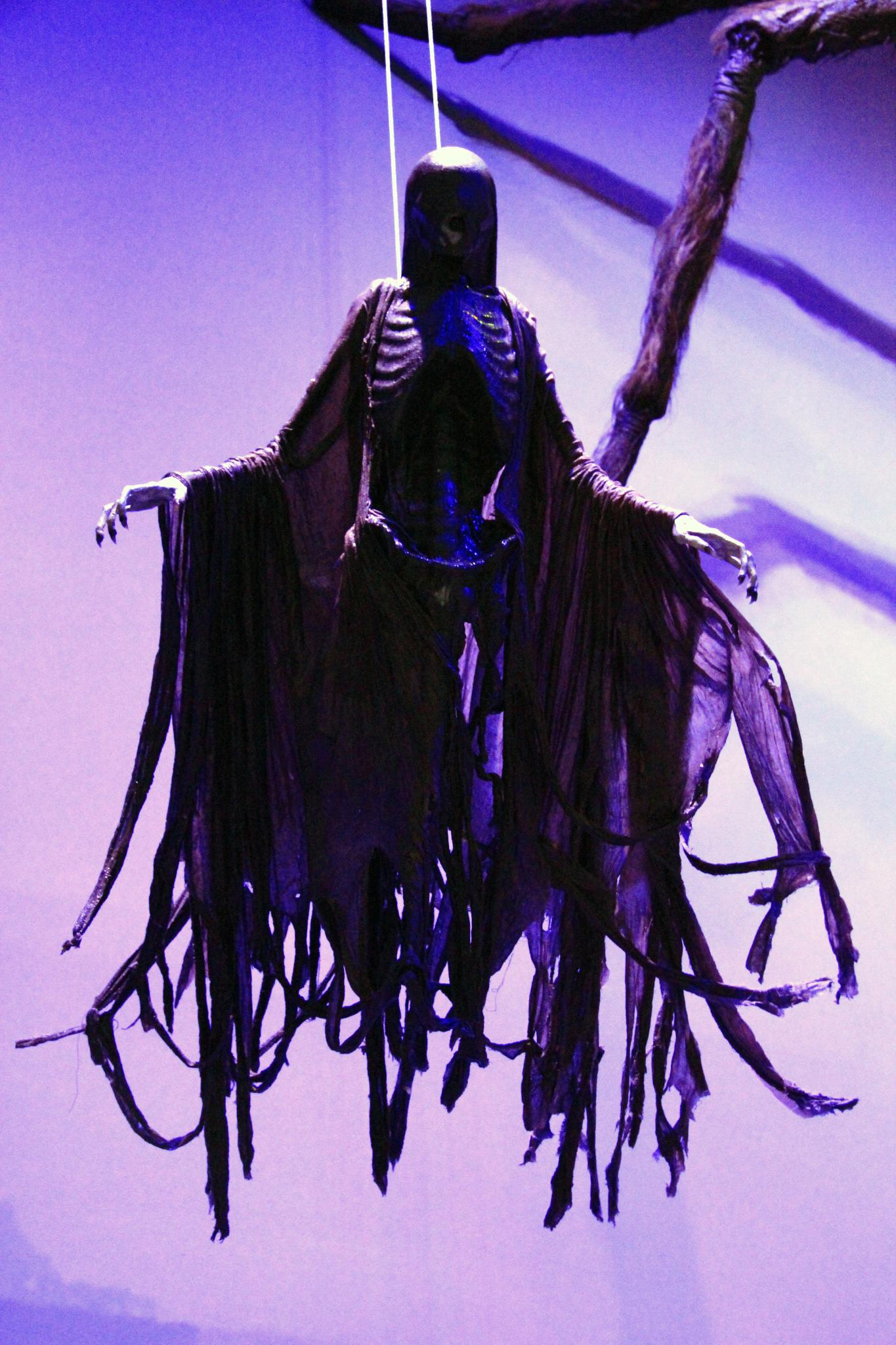

Dementors zijn fictieve wezens uit de boekenreeks rond Harry Potter van de Britse schrijfster Joanne Rowling.
Dementors zijn misschien wel de ergste wezens die in de Harry Potterboeken voorkomen. Ze zijn blind, skeletachtig en gaan gekleed in lange zwarte mantels. Ze zuigen alle geluk uit hun omgeving op en de mensen die in hun buurt komen, kunnen zich alleen nog maar het ergste wat ze ooit hebben meegemaakt herinneren. Zelfs Dreuzels voelen hun aanwezigheid, ook al kunnen ze de Dementors niet zien. De mist die ontstaat wanneer Dementors zich voortbewegen, zien ze wel. Dementors vermenigvuldigen zich in donkere steegjes en straatjes. Een Dementor vernietigen is onmogelijk want ze leven niet, maar dood zijn ze ook niet. Dementors lopen niet maar ze vliegen. 
Het ergste wat een Dementor kan doen, is iemands ziel opzuigen door zijn kaken om de mond van zijn slachtoffer te klemmen (de 'kus van de Dementor'). Het lichaam van het slachtoffer leeft door, maar is niet meer dan een leeg omhulsel. Verstoppen voor een Dementor helpt niet, ze voelen de aanwezigheid van andere wezens, men kan zich enkel tegen deze wezens beschermen door een Patronus op te roepen. Dementors waren tot 1996 de bewakers van de tovenaarsgevangenis Azkaban, die op een eiland in de Noordzee is gebouwd. In het jaar 1996 kozen ze de kant van Heer Voldemort.

## In de boeken
Wanneer Sirius Zwarts is ontsnapt uit Azkaban doorzoeken Dementors de Zweinsteinexpres. Harry valt flauw door de aanwezigheid van de Dementors. Op Zweinstein vertelt Albus Perkamentus dat Zweinstein bewaakt zal worden door Dementors tot Zwarts is gevonden.
Later, in Harry's vijfde schooljaar worden er twee Dementors op het dorpje Klein Zanikem afgestuurd, naar later blijkt door Dorothea Omber.